# Santa Maria d'Estall
L'església de Santa Maria d'Estall és la parroquial de l'entitat de població d'Estall, que pertany al municipi de Viacamp i Lliterà.
L'edifici, que es troba en estat ruïnós, és d'una sola nau amb la capçalera semicircular. Té una porta amb dovelles i un petit campanar de cadireta de dos ulls.